# Emma (Roman)

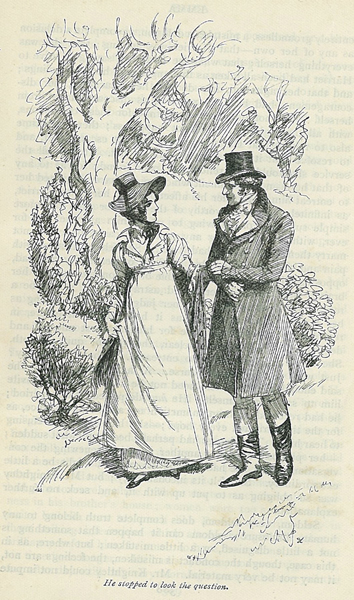
Emma und Mr. Knightley, Illustration von Hugh Thompson, 1896

Emma gilt als Meisterwerk der britischen Schriftstellerin Jane Austen und wird zur Weltliteratur gezählt. Mit ihrer Hauptfigur Emma Woodhouse schildert die Autorin den Reifungsprozess einer privilegierten klugen Frau Anfang des 19. Jahrhunderts, die mit ihrer verfehlten Wahrnehmung anderen schadet und schließlich ihren Platz in der Gesellschaft finden kann. Jane Austen soll über ihre Heldin gesagt haben: „Ich werde eine Heldin schaffen, die keiner außer mir besonders mögen wird.“

## Inhalt

### Handlung
Der einzige Handlungsort des Romans ist das Dorf Highbury ca. 16 Meilen südwestlich von London. Die Handlung erstreckt sich über den Zeitraum von etwas mehr als einem Jahr. Die Figuren rekrutieren sich hauptsächlich aus drei Familien, die der Gentry, dem örtlichen Landadel, angehören und auf den Familiensitzen Donwell Abbey, Hartfield und Randalls zu Hause sind. Dazu kommen der Vikar des Ortes, Mitglieder der Pächterfamilie Martin, die neureiche Familie Cole, die Pensionatsleiterin Mrs. Goddard mit ihrem Zögling Harriet Smith und die Damen der verarmten Familie Bates. Gelegentlich wird der Kreis durch Besucher aus der Hauptstadt erweitert.
Alle Beteiligten sind durch unterschiedliche, mehr oder weniger enge gesellschaftliche Kontakte miteinander verbunden.
Emma Woodhouse ist eine hübsche wohlhabende junge Dame von 21 Jahren, die mit ihrem Vater auf dem Landsitz Hartfield in Highbury, einem kleinen Dorf in der Nähe von London, lebt. Die Woodhouses gehören zu den ersten Familien im Ort. Das Buch beginnt unmittelbar nach der Hochzeit von Emmas Erzieherin, Miss Taylor, mit Mr. Weston, einem Witwer und gut situierten Kaufmann, der kurz zuvor das Gut Randalls in der Nähe von Highbury gekauft hat.
Weil Emma überzeugt ist, sie habe die Ehe ihrer Erzieherin in die Wege geleitet und besitze ein Talent zum Ehestiften, sinnt sie nach einem neuen Arrangement, das ihr die Langeweile vertreiben soll. Ein junges Mädchen aus weniger guten Verhältnissen, Harriet Smith, erwählt sie sich als neue Freundin und als zukünftige Braut des Dorfvikars, Mr. Elton. Sie setzt alle Hebel in Bewegung, um die beiden zusammenzubringen, obwohl Mr. Knightley, ihr Nachbar und Schwager ihrer älteren Schwester Isabella, dringend von dem Ansinnen abrät.
Als Harriet einen Heiratsantrag von Mr. Knightleys Pächter, Robert Martin, erhält, lehnt sie den Antrag auf Anraten Emmas ab, obwohl sie Mr. Martin im Stillen sehr bewundert. Doch Emma hat ihr den Vikar schmackhaft gemacht, und der steht gesellschaftlich natürlich weit über einem Bauern. Dass Elton in Wirklichkeit Emma selbst den Hof macht, entgeht ihr völlig angesichts all ihrer Bemühungen, Elton und Harriet zu verkuppeln.
Bei der bevorstehenden Weihnachtsfeier bei den Westons hofft Emma, Mr. Elton und Harriet endlich zusammenzubringen. Doch Harriet liegt mit einer schweren Halsentzündung im Bett.
Mr. Elton hat nun seiner Herzdame lange genug den Hof gemacht. Auf dem Heimweg ist er allein mit Emma in der Kutsche und macht ihr einen Heiratsantrag in der sicheren Erwartung, dass Emma ihn erhören wird. Emma ist jedoch schockiert und weist ihn zurück. Erst jetzt bemerkt sie, dass Elton an Harriet nie interessiert war und all seine Artigkeiten allein ihr galten. Sie schwört sich, das Ehestiften künftig zu unterlassen. Sie ist nun in der misslichen Lage, Harriet diese Wendung erklären zu müssen. Mr. Elton seinerseits reist unverzüglich nach Bath, um kurz darauf verheiratet zurückzukehren. Seine Frau ist eine eingebildete, aufdringliche junge Dame mit einigem Vermögen, die sich gerne selbst lobt, obwohl sie nur wenige Talente vorweisen kann. Kurz darauf treffen zwei neue Gäste in Highbury ein: 
Miss Bates’ Nichte, Jane Fairfax, auf die Emma ein wenig eifersüchtig ist, weil Jane sehr begabt, hübsch und auch beliebt ist. Jane wuchs nach dem Tod ihrer Eltern bei Oberst Campbell, einem Freund ihres Vaters, und seiner Frau auf, die eine Tochter in Janes Alter haben. Nachdem Miss Campbell kürzlich nach Irland geheiratet hat, wird Jane bald eine Stelle als Gouvernante antreten müssen, um ihren Lebensunterhalt zu verdienen. Zuvor möchte sie aber noch einige Monate bei ihrer Großmutter und ihrer Tante in Highbury verbringen.
Außerdem kommt Mr. Westons Sohn, Frank Churchill, zu Besuch, der nach dem frühen Tod seiner Mutter von seinem kinderlosen Onkel adoptiert wurde und ihn beerben soll. Ihn haben Mr. und Mrs. Weston im Stillen als künftigen Ehemann für Emma auserwählt. Der Plan scheint auch zu gelingen, denn Frank macht Emma unverhohlen den Hof und diese fühlt sich geschmeichelt. Sie ist zwar auch ein wenig verliebt in ihn, und der Flirt gefällt ihr, aber sie ist dennoch nicht wirklich von ihm beeindruckt.
Auf einem Ball wird Harriet von Mr. und Mrs. Elton vor allen Gästen brüskiert, als Mr. Elton sich weigert, mit ihr zu tanzen. Daraufhin fordert Mr. Knightley sie zum Tanz auf. Emma ist ihm für diese freundschaftliche Geste sehr verbunden. Tags darauf treffen sich Emma und Harriet, um über den Ball zu sprechen. Bei einem Spaziergang wird Harriet von bettelnden Kindern bedrängt. Frank Churchill kommt ihr zu Hilfe und befreit sie aus ihrer misslichen Lage.
Wenig später gesteht Harriet Emma ihre Zuneigung für einen Mann. Emma glaubt zu wissen, dass Harriet nun in Frank Churchill verliebt ist – er hat ihr ja soeben das Leben gerettet. Emma bestärkt Harriet in ihrer Zuneigung, ohne jedoch nach dem Namen des Mannes zu fragen, und fügt hinzu, dass sie sich auf keinen Fall mehr einmischen wolle.
Mrs. Weston äußert Emma gegenüber die Vermutung, Mr. Knightley habe offenbar Gefallen an Jane Fairfax gefunden. Emma kann das nicht glauben und versucht, Mr. Knightley mit einer entsprechenden Bemerkung zu ärgern. Dieser jedoch will eine heimliche Verbindung zwischen Jane Fairfax und Frank Churchill beobachtet haben, was Emma lachend zurückweist: Sie könne aus sicherer Quelle sagen, dass Frank nicht in Jane verliebt sei.
Bei einem Ausflug nach Box Hill, der als Vergnügungsreise geplant ist, scheint sich niemand wirklich zu amüsieren. Frank Churchill macht Emma den Hof, die sich herzlos gegen die naive Miss Bates verhält und dafür von Mr. Knightley gerügt wird. Jane kann sich schließlich nicht länger den aufdringlichen Bemühungen von Mrs. Elton entziehen, die ihr eine Stelle als Gouvernante bei einer befreundeten Familie „aus den besten Kreisen“ vermitteln will.
Kurz darauf stellt sich heraus, dass Frank Churchill schon seit Monaten heimlich mit Jane Fairfax verlobt ist. Bei Emmas diesbezüglicher Erklärung gegenüber Harriet muss sie mit Schrecken feststellen, dass Harriet gar nicht in Frank Churchill, sondern in Mr. Knightley verliebt ist. Und da spürt Emma plötzlich, für wen ihr eigenes Herz schlägt. Sie, die niemals heiraten wollte, steckt in den schlimmsten Nöten, denn Harriet ist sich sicher, dass Mr. Knightley ihre Gefühle erwidert.
Die folgenden Tage erscheinen Emma endlos, denn Mr. Knightley ist abgereist, um seinen Bruder in London zu besuchen. Dort erfährt er durch einen Brief Mr. Westons von der heimlichen Verlobung Frank Churchills mit Jane Fairfax. Mr. Knightley, der geglaubt hatte, Emma sei in Frank Churchill verliebt, eilt zurück, um sie zu trösten. Dabei erfährt er, dass Emma Frank Churchill längst durchschaut und nie geliebt hat. Mr. Knightley sieht nun seine Stunde gekommen und macht Emma einen Heiratsantrag, den sie annimmt. Auch Harriet wird heiraten: Mr. Martin hat sie erneut gebeten, seine Frau zu werden. Diesmal erhört Harriet ihn mit Freuden. Am Ende gibt es drei Hochzeiten, denn nach dem plötzlichen Tod von Mrs. Churchill steht auch einer Heirat von Frank mit Jane Fairfax nichts mehr im Weg. Emma und Mr. Knightley beschließen, zunächst im Haus der Woodhouse zu wohnen, damit Mr. Woodhouse nicht allein zurückbleibt.

### Personen

#### Familien Woodhouse und Knightley
Die beiden Familien sind miteinander befreundet und über eine Heirat verwandtschaftlich verbunden. Der Landsitz der Knightleys Donwell Abbey und das komfortable Wohnhaus der Familie Woodhouse Hartfield liegen in nächster Nähe.
Emma Woodhouse ist eine selbstbewusste Frau von 21 Jahren und seit der Heirat ihrer Schwester „Mistress of the house“. Sie hat ein eigenes Vermögen von 30.000 Pfund und ist finanziell unabhängig. Emma hat nicht die Absicht zu heiraten. Allerdings findet sie großen Gefallen daran, Ehen zu stiften. Personen, die ihr nahestehen, schätzen sie verschieden ein. Ihr Vater Mr. Woodhouse meint: „Emma denkt nie an sich, wenn sie anderen etwas Gutes tun kann […]“. Mrs. Weston sagt zu Mr. Knightley: „[…] aber seit wir getrennt sind, kann ich mich überhaupt nicht erinnern, dass Emma je etwas nicht getan hätte, was ich mir von ihr wünschte.“ Der unverblümteste Kommentar stammt von Mr. Knightley und ist direkt an Emma gerichtet: „Ich muss schon sagen, Emma, wenn ich höre, wie Sie Ihren eigenen Verstand einsetzen, dann wäre ich fast geneigt, selbst so zu denken. Besser überhaupt keinen Verstand, als solchen Missbrauch damit zu treiben, wie Sie es tun.“
Mr. Woodhouse ist der Vater von Emma und ein gutmütiger und höflicher Mann. „Er hatte jeden gern, an den er gewohnt war, wollte sich von keinem je trennen; überhaupt hasste er Veränderungen jeglicher Art.“ Er schätzt die Meinung von Mr. Perry und reagiert empfindlich darauf, wenn dieser kritisiert wird: „Mr Woodhouse war sehr empört, dass man seinen Freund Perry, dem er, wenn auch unbewusst, viele seiner eigenen Einstellungen und Ansichten untergeschoben hatte, dermaßen abkanzelte;“ Emma liebt ihn und „deshalb war es ihr am liebsten, wenn er gar nicht erst auf den Gedanken kam, dass nicht alle Welt sie für vollkommen hielt.“
Mr. George Knightley gehört zusammen mit der Familie Woodhouse zu den angesehensten Mitgliedern von Highbury. Er lebt als engagierter Landbesitzer auf dem Familienbesitz Donwell Abbey im benachbarten Bezirk nicht weit von Hartfield entfernt und ist etwa 37 Jahre alt. Er ist ein alter Freund der Familie Woodhouse und scheut sich nicht, Emma in ihre Schranken zu weisen: „Tatsächlich war Mr Knightley einer der wenigen Menschen, die an Emma Woodhouse Fehler fanden, und der einzige, der sie je darauf ansprach […]“. Emma hat großen Respekt vor ihm und schätzt, dass er ihrem Vater stets respektvoll und freundlich begegnet. Als ältester Knightley wird George im Roman grundsätzlich als Mr Knightley bezeichnet.
John Knightley ist der jüngere Bruder George Knightleys und arbeitet als Anwalt in London. Er „war ein hochgewachsener Mann, eine vornehme Erscheinung und ausgesprochen klug […].“ Bei Emma ist er nicht sehr beliebt. „Kein Fehler an ihm entging ihr. Sie spürte sofort all die kleinen Bosheiten gegenüber Isabella, die Isabella selbst nie spürte.[…] doch selbst bei noch so schönen Komplimenten ihr gegenüber hätte sie ihm wohl kaum das verziehen, was in ihren Augen der größte unter jenen Fehlern war, in die er bisweilen verfiel, nämlich den Mangel an Respekt und Nachsicht gegenüber ihrem Vater.“
Isabella Knightley ist Emmas ältere Schwester und Mutter von fünf Kindern. Mrs. John Knightley, wie sie im Buch genannt wird, hat die zarte körperliche Konstitution des Vaters geerbt, kränkelt hin und wieder, aber sie ist eine liebevolle Ehefrau und ständig um die Gesundheit der Kinder besorgt. Die Beziehung zu Vater und Schwester bleiben auch nach ihrer Eheschließung eng und herzlich. Falls Mr. George Knightley keine eigenen Kinder bekommen sollte, wird ihr ältester Sohn Henry den Familiensitz Donwell Abbey erben.

#### Familie Weston/Churchill

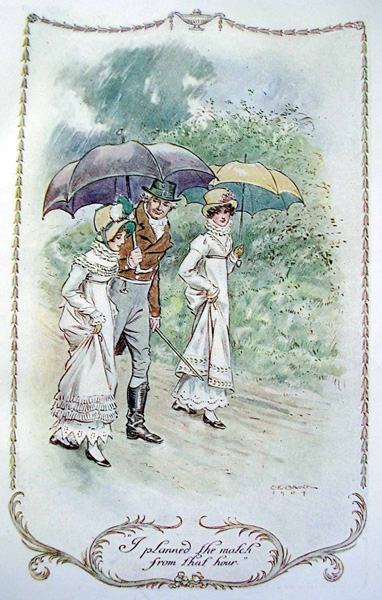
Mr. Weston bemüht sich um Miss Anne Taylor. Farbillustration C. E. Brock, 1909

Mr. Weston ist ein ehemaliger Milizoffizier, der mit einer Schwester von Mr. Churchill verheiratet war. Er hat nach dem frühen Tod seiner Frau den Abschied von der Miliz genommen, ist in das Geschäft seines Bruders eingetreten und lebt, nachdem er zu Vermögen gekommen ist, als Privatier in Highbury. Sein Sohn Frank, der beim Tod seiner Frau noch ein Kleinkind war, wurde von Mr. Churchill und seiner Frau in Pflege genommen und adoptiert. Mr. Weston sieht seinen Sohn einmal im Jahr in London.
Mrs. Weston, vor der Heirat Miss Anne Taylor, war für 16 Jahre Emmas Gouvernante und bleibt auch nach ihrer Heirat mit Mr. Weston Emmas engste Freundin und Vertraute. Nach ihrer Hochzeit hat sie zwar Hartfield verlassen, die Woodhouses und die Westons besuchen sich jedoch fast jeden Tag. Mrs. Weston ist eine besonnene Frau, die mäßigenden Einfluss auf Emma ausübt und sie wie eine eigene Tochter liebt. Mr. Knightley sagt zu ihr: „[…] zur Ehefrau sind Sie berufen, aber nicht zur Gouvernante.“
Mr. Frank Churchill ist Mr. Westons Sohn aus erster Ehe. Nach dem frühen Tod seiner Mutter wurde er von seinem Onkel Mr. Churchill und seiner Frau aufgezogen. Da das Paar kinderlos ist, hat es Frank adoptiert und ihn als Erbe seines beträchtlichen Vermögens vorgesehen. „[…] er war ein sehr gutaussehender junger Mann; an seiner Statur, seinem Auftreten und seinen Manieren gab es nichts auszusetzen; […] er wirkte gewandt und intelligent.“ Als einziger bleibt Mr. Knightley auf Distanz zu ihm und beobachtet ihn mit Misstrauen. Er hält ihn für oberflächlich und egoistisch und bei einer Gelegenheit bemerkt er: „Hm! genau der nichtsnutzige, alberne Kerl, für den ich ihn gehalten habe.“

#### Familie Bates
Mrs. Bates ist die verarmte Witwe eines Dorfpfarrers. Sie ist gutmütig und ein wenig taub. Sie „war eine so alte Dame, dass ihr außer Teetrinken und Quadrillespiel nicht mehr viel zuzumuten war. Sie lebte […] in sehr bescheidenen Verhältnissen und wurde mit aller Nachsicht und allem Respekt behandelt, den eine harmlose alte Dame unter so unglücklichen Umständen wecken kann.“ Mrs. Bates erhält durch freundliche Nachbarn diskret Unterstützung. Sie geben ihr vom Überfluss ihrer Gärten ab oder stellen ihr wie Mr. Knightley oder Mr. Woodhouse eine Kutsche zur Verfügung, um sie für eine Abendgesellschaft abzuholen.
Miss Bates lebt mit ihrer Mutter Mrs. Bates in einem Haushalt. Sie ist nicht verheiratet und mittellos. Sie „genoss ein wirklich bemerkenswertes Mass an Ansehen für eine Frau, die weder jung noch hübsch, weder reich noch verheiratet war. Durch ihre Stellung liess sich Miss Bates’ Beliebtheit nicht erklären, und es mangelte ihr auch ganz an jener Form von Intelligenz, die ihre eigene Person in besseres Licht hätte rücken oder möglichen Widersachern nach aussen hin Respekt hätte abfordern können.“ Sie redet weitschweifig über alles, was sie gerade sieht und was ihr eben so in den Kopf schießt und ist in ihrem Redefluss kaum zu bremsen. „Ihr einfaches und fröhliches Wesen, ihr zufriedenes und dankbares Gemüt machten sie beliebt bei aller Welt, und sie selbst zog ihr größtes Glück daraus.“ Emma verachtet sie, behandelt sie von oben herab und macht sich über sie lustig, was ihr ernste Zurechtweisungen durch Mr. Knightley wegen ihrer Herzlosigkeit einbringt.
Jane Fairfax ist eine Waise und die Enkelin von Mrs. Bates. Sie ist gleich alt wie Emma und hat bisher im Haushalt von Colonel Campbell gelebt. Colonel Campbell war ein alter Freund ihres Vaters, der sie nach dem Tod ihrer Eltern aufgenommen hat und sie wie eine eigene Tochter behandelt. Sie wuchs gemeinsam mit der einzigen Tochter des Hauses auf und erhielt die Erziehung einer Lady. Da Miss Campbell kürzlich geheiratet hat, hat sich Jane Fairfax entschlossen, das Unabänderliche nicht länger aufzuschieben und eine Stelle als Gouvernante zu suchen. Jane ist eine schöne und sehr elegante Frau, von ‚geduldiger Höflichkeit‘. Sie verfügt über vielfältige Talente, hat eine schöne Singstimme und spielt hervorragend Klavier. Allerdings ist sie sehr verschlossen und wirkt distanziert der Gesellschaft gegenüber. Mr. Knightley hat eine hohe Meinung von ihr. Emma kann sie nicht leiden. „Schwer zu sagen, warum sie Jane Fairfax nicht leiden konnte. Mr Knightley hatte ihr einmal erklärt, es liege daran, dass Jane in ihren Augen genau die umfassend gebildete junge Dame sei, für die sie selbst gern gehalten würde […].“

#### Sonstige Personen
Philip Elton ist der junge, adrette und ambitionierte Dorfpfarrer. Er wird von allen Dorfbewohnern hoch geschätzt. Emma möchte ihn mit ihrer Freundin Harriet Smith verheiraten, aber er ist viel mehr an Emma selbst und deren Mitgift interessiert. Emma will es nicht wahrhaben, obwohl sie von Mr. Knightley darauf hingewiesen wird, dass Philip Elton nicht an Harriet Smith interessiert sein kann. Sein Bruder, Mr John Knightley, warnt Emma: „[…] aber Sie täten gut daran, einmal zu überlegen, ob es so ist, und Ihr Verhalten dann darauf einzustellen. Mir scheint, dass Sie ihn mit Ihrem Betragen ermutigen. Ich spreche als Freund, Emma. Sie sollten auf der Hut sein, Sie sollten sich klarmachen, was Sie tun und was Sie tun wollen.“
Augusta Elton, die junge Ehefrau des Pfarrers, hat 10.000 Pfund mit in die Ehe gebracht. Sie ist ‚überheblich, anmaßend, plump-vertraulich, ungebildet und schlecht erzogen‘, hält sich viel auf ihren ‚inneren Reichtum‘ zugute und ist ‚unermüdlich in ihren Fehlurteilen und Geschmacklosigkeiten‘. Überall möchte sie im Mittelpunkt stehen. Trotz deren offensichtlichem Widerstand versucht sie, Jane Fairfax als Gouvernante in ‚bessere Kreise‘ zu vermitteln. Sie weiß, dass sie für Mr. Elton – sie nennt ihn abwechselnd ‚Mr. E.‘, ,caro sposo‘ oder ‚Mein Herr und Meister‘ – nur die zweite Wahl war, und lehnt Emma ab. Obwohl ganz Highbury um Mrs. Eltons Gunst wirbt, ist Emma nicht gewillt, sie zu hofieren.
Harriet Smith ist „die uneheliche Tochter von jemandem.“ „Klug hätte man Harriet nicht nennen können, aber sie hatte ein sanftmütiges, folgsames, dankbares Wesen, jede Eitelkeit war ihr fremd, und sie war es gern zufrieden, sich von jemandem leiten zu lassen, zu dem sie aufblicken konnte.“ Emma nimmt sie unter ihre Fittiche, um ihr einen passenden Ehemann zu verschaffen. „Sie würde sich ihrer annehmen; sie würde ihr den nötigen Schliff geben; sie würde sie von ihrem schlechten Umgang befreien und sie in die gute Gesellschaft einführen; sie würde ihre Meinungen und Manieren formen. Das war eine interessante und dazu noch wohltätige Aufgabe, genau das Richtige für sie bei ihrer Stellung, ihrer Muße und ihrem Einfluss.“ Mr. Knightley empört sich bei Mrs Weston über die unstandesgemäße Beziehung und weist auf die Gefahren hin: „Ich halte sie für die schlechteste Art von Gefährtin, die Emma nur haben kann. Sie selbst weiß überhaupt nichts und blickt zu Emma auf, als wüsste Emma alles. In ihrem ganzen Wesen schmeichelt sie ihr, und dass sie es nicht absichtlich tut, macht die Sache nur noch schlimmer. Ihre Unwissenheit ist eine einzige Schmeichelei. Wie soll Emma merken, dass sie selbst noch etwas zu lernen hat, solange Harriet ihr so wunderbar unterlegen ist? […] Hartfield wird nur dafür sorgen, dass ihr all die Orte, die ihr eigentliches Zuhause sind, verleidet werden.“
Mr. Perry ist der lokale Apotheker, auf den Mr. Woodhouse große Stücke hält, von dem allseits viel die Rede ist, der aber ständig unterwegs zu sein scheint.
Robert Martin ist ein Pächter Mr. Knightleys, der den gesunden Menschenverstand und die Aufrichtigkeit des jungen Mannes schätzt. Emma teilt im Geheimen seine Einschätzung, aber diese steht ihrem Standesbewusstsein und Eigeninteresse entgegen. Harriet Smith ist eine Schulfreundin der Schwestern von Robert Martin und hat ihre Ferien auf seinem Hof verbracht, wo er sich in sie verliebt hat. Als er Mr. Knightley um seine Meinung bezüglich seinem geplanten Heiratsantrag bittet, unterstützt dieser ihn und ist verärgert, als Emma die Heirat hintertreibt.

## Interpretation

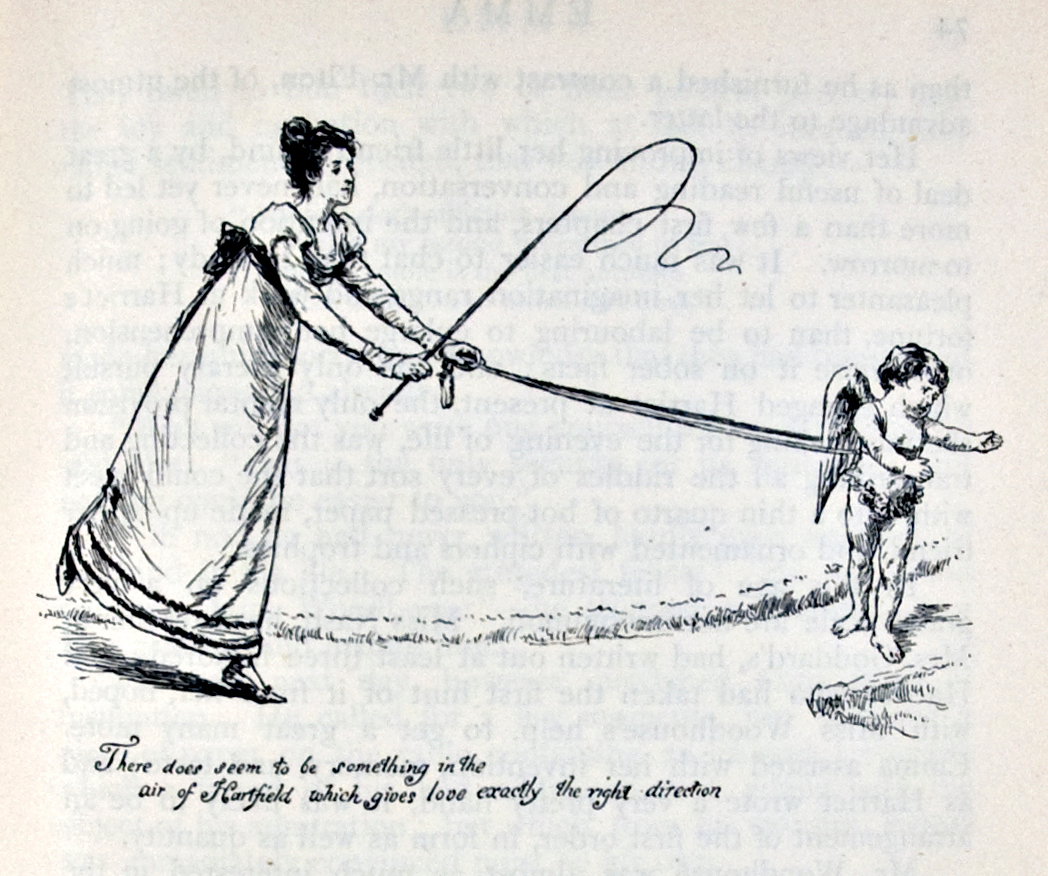
Illustration von Chris Hammond, 1898

Die Protagonistin Emma Woodhouse ist „hübsch, klug und reich“. Ihr „wahrhaft liebevoller und nachsichtiger“ Vater und ihre „gutmütige“ Gouvernante verwöhnen sie über alle Maßen. Als durch den Wegzug ihrer älteren Schwester und der Gouvernante Langeweile aufkommt, versucht sie sich in der Ehestiftung in der Überzeugung, sie sei in der Lage, Schicksale nach ihrem Willen und ihren Vorstellungen zu lenken. Obwohl sie von Mr Knightley gewarnt wird, ist sie sich ihrer eigenen Realitätsfremdheit und emotionalen Ahnungslosigkeit nicht bewusst und verursacht dadurch Leiden und Schmerz.
Die Ehestiftung von Emma Woodhouse spielt eine zentrale Rolle in der Geschichte. Für Emma ist es „das größte Vergnügen, das es überhaupt gibt!“. Die Heirat zwischen Miss Taylor und Mr Weston bucht sie als eigenen Erfolg, worauf Mr Knightley sie in die Schranken weist: „Erfolg setzt ein Bemühen voraus. Sie hätten in der Tat ihre Zeit gut und klug verwendet, wenn Sie sich in den vergangenen vier Jahren darum bemüht hätten, diese Heirat zustande zu bringen. (…) Wenn aber, wie ich eher vermute, Ihr, wie Sie es nennen, Ehestiften allein darin bestand, dass Sie sich eine Ehe vorstellten, […], worin besteht dann Ihr Erfolg? Sie haben richtig geraten; und das ist alles, was dazu zu sagen ist.“ Zu ihren Absichten, eine Ehe für Mr Elton zu stiften, rät er ihr: „Laden Sie ihn zum Essen ein, Emma, und tischen Sie ihm das Beste auf, was Sie an Fisch und Huhn haben, aber lassen Sie ihn seine Ehefrau selbst aussuchen. Glauben Sie mir, ein Mann von sechs- oder siebenundzwanzig kann das allein.“
Emma Woodhouse’ Engagement für die betroffenen Frauen ist existentiell. Zu Beginn des 19. Jahrhunderts konnten Frauen der Gentry entweder den Beruf einer Gouvernante einschlagen oder die Ehe wählen, die ihnen finanzielle Sicherheit gewährte. In der weiteren Figur der gutaussehenden, begabten und sozial integrierten Jane Fairfax zeigt Jane Austen auf, „welch unbequemen Weg eine alleinstehende Frau in Austens Gesellschaft gehen muss“.
Wer feinen Humor liebt, kommt bei Emma nicht zu kurz. Oftmals kommt er auf Kosten von Mr Woodhouse daher, wenn es zum Beispiel um Besuche auf seinem Anwesen geht: „[…] darunter zählten Mrs und Miss Bates und Mrs Goddard, drei Damen, die für eine Einladung aus Hartfield so gut wie immer zu haben waren und die so oft abgeholt und wieder nach Hause gefahren wurden, dass Mr Woodhouse es nicht mehr als Anstrengung, weder für James noch für die Pferde, betrachtete. Wäre es nur einmal im Jahr vorgekommen, dann wäre es eine Last gewesen.“ Eine andere Stelle kommentiert an der Person von Mrs Goddard die englischen Mädchenpensionate zur Zeit Jane Austen: „[…] nichts, wo man jungen Damen gegen unverschämt viel Geld die Gesundheit austrieb und ihnen Flausen in den Kopf setzte -, sondern einem echten, aufrechten, altmodischen Mädchenpensionat, in dem ein vernünftiges Maß an Fertigkeiten für einen vernünftigen Preis zu haben war, und auf das man Mädchen schickte, damit sie aus dem Wege waren und damit sie sich nach Kräften ein klein wenig Wissen aneigneten, ohne dass sie gleich Gefahr liefen, als Wunderkinder zurückzukommen.“
Die Subtilität der Erzählweise beschränkt sich in Emma nicht nur auf die Hauptperson. Zur Person des Apothekers Mr Perry, die in der Geschichte kein einziges Mal spricht und von der dauernd gesprochen wird, sagt John Mullan: „Yet not a single word that he ever says is actually given us in the novel. Of course not! He is the echo to every person’s existing prejudices; no wonder he is so successful.“
Eine weitere Besonderheit von Emma ist die von Jane Austen verwendete Form und Technik. Die subtile Kritik der Erzählerin an der Protagonistin zeigt sich in der Verwendung der Erlebten Rede. Die distanzierte Erzählweise wird durch den Indikativ der dritten Person erreicht. Die Geschichte lässt den Leser an den Gedanken und Überlegungen einer privilegierten und intelligenten Frau teilhaben, ohne dass der Lesende sich deren subjektiver Sicht unmittelbar bewusst wird. Das maskierte Selbstgespräch entlarvt sich dem Lesenden dadurch erst nach und nach.

### Aspekte

#### Widmung
Zu Beginn des Buchs steht – prominent auf eigener Seite – die Widmung an den Prinzregenten und späteren König Georg IV.

„To his Royal Highness

the Prince Regent,

this work is,

by his Royal Highness's permission,

most respectfully

dedicated

by his Royal Highnesses's

dutiful

and obedient

humble servant,

the Author.“

Der Hintergrund der Widmung war der längere Aufenthalt von Jane Austen in London im Herbst 1815, als es um die Verhandlung und Überwachung der Veröffentlichung von Emma ging. Als ihr Bruder Henry während des Aufenthalts schwer krank wurde, wurde er wahrscheinlich von Matthew Baillie betreut, der gleichzeitig einer der Ärzte des Prinzregenten war. Es wird vermutet, dass über diesen Kontakt eine Einladung an Jane Austen ausgesprochen wurde, die Bibliothek des Prinzregenten in Carlton House zu besuchen. Als Folge davon wurde sie vom Bibliothekar James Stanier Clarke ersucht, ihr nächstes Werk dem Prinzregenten zu widmen.
Jane Austens' frühere Briefe zeigen, dass sie keine Bewunderung für den Prinzregenten hegte. So fragte sie bei dem Bibliothekar an, ob die Widmung verpflichtend sei, worauf Clarke dies verneinte. Ihre Familie riet ihr allerdings, den Wunsch des Prinzregenten als Befehl auszulegen und ihm Folge zu leisten. Die berühmte Widmung wird dahingehend interpretiert, dass sie in ihrer Kürze beinahe einer Beleidigung gleichkommt. Sie erwähnt einzig die Erlaubnis zur Widmung und enthält keine Komplimente. Dafür wird penetrant dreimal die Königliche Hoheit aufgeführt. Anders ausgedrückt: „Feiner Spott ist ein Dorn, der ein wenig des Duftes der Blume konserviert hat.“

#### Historischer Kontext
Seit Walter Scott bis weit ins 20. Jahrhundert wurden die Werke von Jane Austen als losgelöst vom historischen Kontext interpretiert. Man sah in den kleinformatigen Beschreibungen der Gentry in einem kleinen abgelegenen Dorf keinen Bezug zu zeitgenössischen Themen. Ausgangslage bildete die Definition eines historischen Kontexts, die nach der Anwesenheit von zeitgenössischen Themen und Ereignissen verlangte. Als Marilyn Butler 1975 ihr Buch Jane Austen and the War of Idea veröffentlichte, änderte sich das grundlegend. Ihr Ansatz, dass der historische Kontext sich auch auf zeitgenössische Diskussionen und Auseinandersetzungen beziehen kann und sich in den Werken von Jane Austen ausdrückt, gab der einmaligen Unaufdringlichkeit der Werke von Jane Austen eine neue Dimension in der Interpretation. Gerade die im 19. Jahrhundert intensiv geführte Diskussion über die Natur und Positionierung eines Individuums finden ihren Niederschlag im Thema von Emma, wenn eine unabänderliche und immerwährende Wahrheit, die unabhängig vom Individuum existiert, eine Anpassung der individuellen Anmaßung und Selbstkonsequenz verlangt. Liest man Emma auf diese Weise, dann ist das Werk untrennbar mit dem Zeitgeist um 1800 verbunden und gleichzeitig zeitlose Literatur.
An einer Stelle im zweiten Buch von Emma ist zu lesen: „A private dance, without sitting down to supper, was pronounced an infamous fraud upon the rights of men and women; […].“ Leser und Leserinnen des frühen 19. Jahrhunderts würden „the rights of men and women“ als Redewendung und Bezug auf die Revolution Controversy verstanden haben, eine Debatte, die in England von 1789 bis 1795 als Folge der Französischen Revolution intensiv geführt wurde. Es erschienen bekannte Publikationen wie zum Beispiel Reflections on the Revolution in France von Edmund Burke, Vindication of the Rights of Men und Vindication of the Rights of Woman von Mary Wollstonecraft und The Rights of Man von Tom Paine. Sie führten die Streitfrage an, ob Menschenrechte höher zu bewerten seien als die Einbettung eines Individuums in eine breitere soziale Gemeinschaft mit Verpflichtungen gegenüber Höheren und Untergebenen. Als Emma 1815 geschrieben wurde, flammten diese Diskussionen im Zug der Napoleonischen Kriege neu auf. Die Stelle im Buch ist typisch für die verstreuten flüchtigen Hinweise auf Ereignisse und Konflikte jener Zeit.
Emma wurde während der Industriellen Revolution geschrieben, die die soziale Kluft zwischen Arm und Reich verstärkte. Das Thema wird in der Geschichte aufgegriffen und vielschichtig verarbeitet. Im ersten Buch machen Emma und Harriet einen wohltätigen Besuch bei einer armen und kranken Familie von Highbury. Von einer privilegierten Person, wie Emma sie darstellt, wird erwartet, dass sie ihre soziale Verantwortung wahrnimmt und sich um die Benachteiligten kümmert. Im Gespräch zwischen Emma und Harriet dreht sich das Thema bald um die soziale Stellung einer alleinstehenden Frau, die definiert ist über ihren (fehlenden) Wohlstand. „[…] it is poverty only which makes celibacy contemptible to a generous public!“. Deshalb sieht sie ihre Tätigkeit der Ehestiftung als soziales Engagement. Es ist ihre Antwort auf die sozialen Missstände ihrer Zeit. Die ganze Darstellung, geschrieben als Erlebte Rede, lässt den Lesenden mit einem unguten Gefühl zurück, da ihm die Autorin gar keine andere Wahl lässt als die Sicht von Emma. Das Bild der armen Familie und die Problematik der wirtschaftlichen Situation einer alleinstehenden Frau bleibt umso stärker in Erinnerung.
Auf vielfältige Weise werden Referenzen aus der Zeit von Jane Austen gemacht. Mr. Woodhouse zieht Quadrille dem Whist vor und charakterisiert sich deshalb als veraltet. Neben den Essgewohnheiten und der Kleidung werden literarische Referenzen vorgenommen, die rückführend den Charakter beschreiben. Zum Beispiel liest Mr. Knightley William Cowper und manifestiert sich damit als „man of worth“, Robert Martin liest den Pfarrer von Wakefield und wird damit als solider Zeitgenosse identifiziert, der nicht jeder Mode nachrennt, und Mrs. Elton unpassende Erwähnung von John Gray zeigt ihre Dummheit auf.

#### Scharaden und Rätsel
In Emma kommen Scharaden im doppelten Sinn vor. Es gibt tatsächliche Wortspiele, die in die Geschichte eingewoben sind und als Gesellschaftsspiel ausgeübt werden. Ebenso nehmen die Scharaden (in der Bedeutung einer Farce) von Highbury eine Schlüsselrolle ein, bei denen der Lesende dazu aufgefordert ist, sie zu enträtseln.
Scharaden als Wortspiele werden als eine spezifische Form der Kommunikation verstanden. In ihrer Fremdheit sowohl bezüglich Syntax als auch Ausdrucksweise können sie für den Rätselmacher als auch für diejenigen, die das Rätsel entschlüsseln wollen, eine Herausforderung werden und die Beteiligten zwingen, vorhersehbare Gedankengänge verändern zu müssen, wenn sie das Rätsel lösen wollen. Zu schnell vorgebrachte Vermutungen von vermeintlichen Lösungen führen manchmal zu „entsetzlichen Irrtümern“. Die Lösung eines Rätsels verlangt Flexibilität und die Fähigkeit zur geistigen Transformation, so dass ein tieferes Verständnis möglich wird.
Das neunte Kapitel des ersten Buches von Emma ist den Wortspielen und Rätseln gewidmet, wie sie am Ende des 18. und zu Beginn des 19. Jahrhunderts sehr beliebt waren. Ganze Bücher mit Sammlungen von Scharaden, zum Teil von hohem literarischem Wert, wurden in dieser Zeit veröffentlicht und Zeitungen druckten regelmäßig Rätsel und eingegangene Lösungen ab. Das private Sammeln von Scharaden war ebenfalls ein beliebter Zeitvertrieb, wie es Harriet betreibt. Gleichzeitig wurde es auch als leichtes Vergnügen angesehen wie der ironische Satz „In unserer literarischen Zeit sind solche Sammlungen im großen Stil nichts Ungewöhnliches.“ zum Ausdruck bringt.
Emma ist intelligent, aber sie ist nicht in der Lage, die verschiedenen Scharaden der Bewohner und Bewohnerinnen von Highbury zu enträtseln. Sie vermutet zu schnell und ist gefangen von ihren Vorstellungen und Vorurteilen. Zu Beginn kann sie das Wortspiel von Mr. Elton zwar auflösen, da die Lösung ihren Erwartungen entspricht, aber darüber hinaus interpretiert sie seine Absichten falsch. In ihrem Werdegang wird sich dann Emma mehr und mehr bewusst, wie nahe Irrtum und Treffsicherheit bei Scharaden im gesellschaftlichen Zusammenspiel beieinander liegen können. Dies zeigt sich in ihrem Selbstgespräch über das Fazit ihrer Anstrengungen, Harriet und Mr Eliot zu verkuppeln: „Tausend quälende Gedanken würden sich erneut einstellen. Komplimente, Scharaden und entsetzliche Irrtümer (…)“.
Erst durch ihre Einsicht in ihre Fehler, die Emma durch ihre Liebe für Mr. Knightley erfährt, erlangt sie einen höheren Reifegrad und findet ihren Platz in der Gemeinschaft. In diesem Sinn ist Emma die Darstellung einer „Felix culpa“, einer glücklichen Schuld, in der die Hauptperson durch die Gnade der Liebe Glück und ein Einvernehmen mit der Gesellschaft erfährt.

## Publikations- und Rezeptionsgeschichte

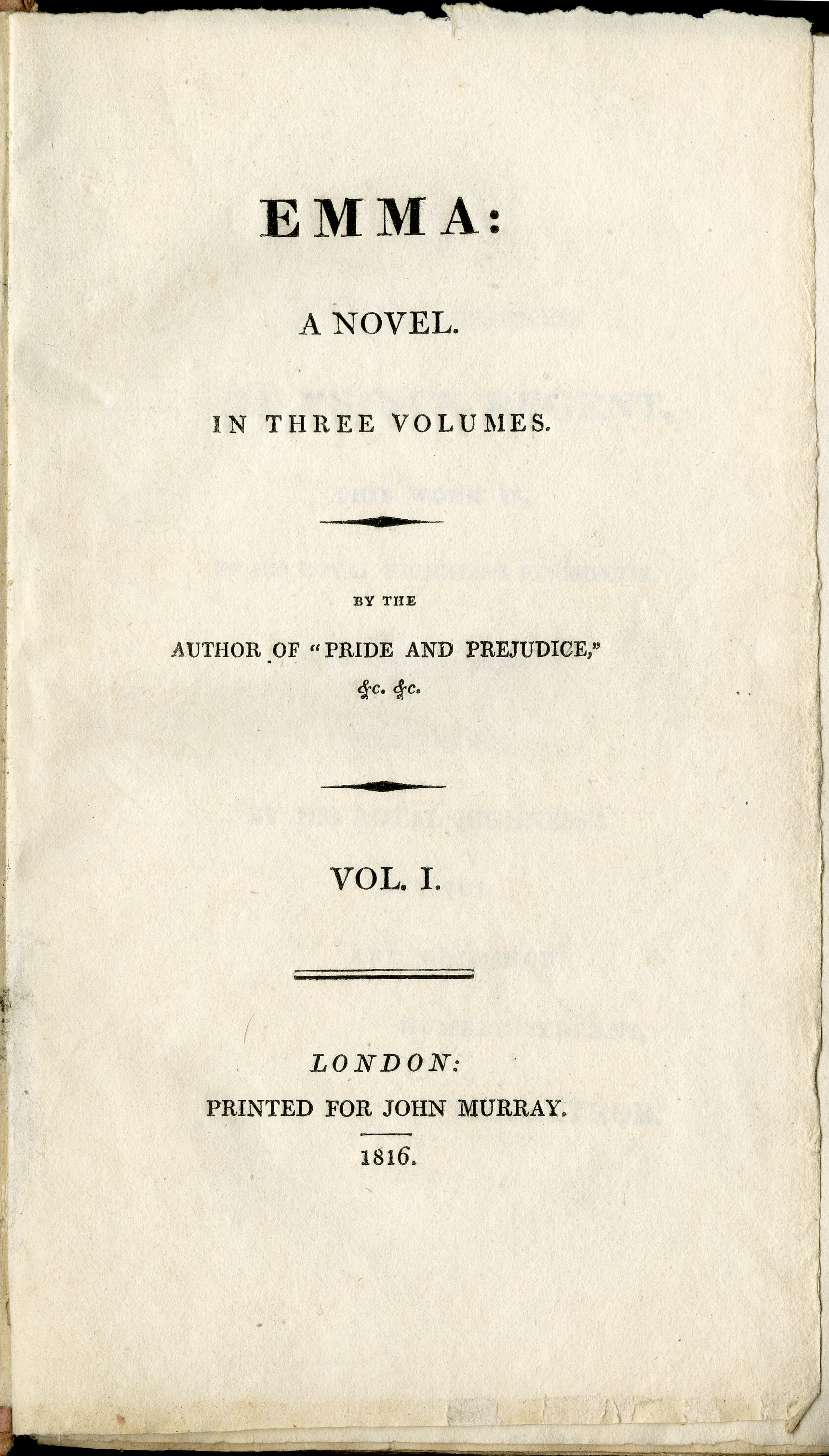
Erstausgabe

John Murray, der renommierteste britische Verleger seiner Zeit, brachte das Buch am 29. Dezember 1815 mit dem Druckdatum 1816 heraus und erwarb gleichzeitig die Rechte für die folgenden und die Neuauflagen ihrer sämtlichen Werke. Emma war der letzte zu ihren Lebzeiten veröffentlichte Roman, 1817 verstarb Jane Austen, Northanger Abbey und Persuasion erschienen postum. Das Buch widmete Jane Austen dem Prinzregenten und späteren König Georg IV., der sie am 13. November 1815 zu einer Besichtigung seiner Bibliothek in Carlton House eingeladen hatte.
Murray brachte den Roman in drei einzelnen Bänden heraus. Die endgültige Bindung der ungeschnittenen Bücher besorgten, wie damals üblich, externe Buchbinder, die das Buch nach Wünschen des Käufers banden: in Leder oder nur mit Lederrücken, mit kostbarem Vorsatzpapier, mit Goldprägungen, mit Goldschnitt etc. Jane Austen selbst schickte dem Prinzregenten schon vor der Veröffentlichung eine in rotes Maroquin-Leder gebundene Ausgabe für seine Bibliothek. Diese aufwendig gebundenen Erstausgaben von Emma erreichen heute auf dem Buchmarkt Preise bis zu 40.000 Dollar. Es folgten keine weiteren Nachdrucke, erst 1833 erschien der Roman wieder im Verlag Richard Bentley in London.
Die amerikanische Erstausgabe wurde bereits 1816 in Philadelphia bei Mathew Carey publiziert. Die Auflage dieser Ausgabe ist unbekannt, es sind nur sehr wenige Exemplare nachgewiesen. Die erste – sehr freie – Übersetzung ins Französische kam unter dem Titel La Nouvelle Emma, ou, Les Caractères anglais du siècle in Paris im selben Jahr heraus, gefolgt von einem Teilabdruck in Wien 1817. Die deutsche Erstausgabe, allerdings in englischer Sprache, brachte Bernhard Tauchnitz in seiner Leipziger Ausgabe der Werke Jane Austens ab 1864 heraus, mit Emma (1877) als letztem Band.
Im März 1816 erschien in der Quaterly Review anonym eine ausführlich Rezension von Walter Scott, in der er die Lebendigkeit und die Originalität, die Lebenstreue und Genauigkeit lobte, „die den Leser entzückt“.
In Deutschland setzte die Rezeption der Romane Jane Austens im Vergleich zu Großbritannien und einigen anderen Ländern des Kontinents mit Verzögerungen ein.
Emma wurde zum ersten Mal 1939 von Charlotte von Klinkowstroem übersetzt und erfuhr in leicht überarbeiteter Fassung nach dem Krieg einige Neuauflagen. 1964 erschien im Ostberliner Aufbau-Verlag eine Übersetzung von Horst Höckendorf, der aber erst nach 12 Jahren eine kommentierte Neuauflage folgte. Die eigentliche Rezeption des Romans in Deutschland begann erst mit der Übersetzung von Austens Gesamtwerk durch Ursula und Christian Grawe mit Emma (1981) als letztem Band.
Auslöser für einen wahren Jane-Austen-Boom war aber die 1995–Adaption von Pride und Prejudice in einem Mehrteiler der BBC. Durch den internationalen Erfolg des Films richtete sich nicht nur in Großbritannien, sondern auch in Hollywood der Blick auf Jane Austen als erfolgreiche Lieferantin von Stoffen für das Kino. Bereits 1995 kam eine aktualisierte, in die Vereinigten Staaten der Gegenwart versetzte Fassung des Emma-Stoffs unter dem Titel Clueless – Was sonst! in die Kinos. 1996 folgten ein US-amerikanischer Kinofilm mit Gwyneth Paltrow in der Titelrolle und ein britischer Fernsehfilm mit Kate Beckinsale als Emma. 2009 brachte die BBC eine Mini-Serie mit Romola Garai als Emma heraus. Die weltweite Verbreitung von Emma-Verfilmungen, insbesondere der Adaption von Douglas McGrath, hatte eine Reihe von Übersetzungen im asiatischen Raum zur Folge. In der Folge des Films erschienen allein in China 13 Übersetzungen. Gillian Dow
listet nach einer ersten Übersetzung von 1965 weitere 5 japanische Fassungen nach 1996 auf. Mit einer Version der Manga-Zeichnerin Yōko Hanabusa von 2011 zog Emma in die japanische Pop-Kultur ein.

## Ausgaben
Originalausgaben
- Emma. A Novel in Three Volumes. By the Author of ’Pride and Prejudice’. Murray, London 1816. [Ersterscheinung 1815]
- The Cambridge Edition of the Works of Jane Austen. General Editor: Janet Todd. 9 Bände. Univ. Press, Cambridge

Emma. Ed. by Richard Cronin and Dorothy McMillan. Cambridge Univ. Press, 2005, ISBN 0-521-82437-0.
- Emma. Penguin Classics, London 2003, ISBN 0-14-143958-0.

Deutsche Übersetzungen
- Emma. Aus dem Engl. von Charlotte von Klinckowstroem. [Erstausgabe 1939]. Mit Illustrationen von Hugh Thompson. Insel-Verlag, Frankfurt 1979, ISBN 3-458-04962-2.

Mehrere überarbeitete Neuausgaben.
- Emma. Deutsch von Horst Höckendorf. [Erstausgabe 1964]. 2. Auflage. mit einem Nachwort von Klaus Udo Szudra. Aufbau-Verlag, Berlin/Weimar 1976, DNB 770233368.

Mehrere Neuauflagen und Nachdrucke in anderen Verlagen.
- Emma. Übers. von Ursula u. Christian Grawe. [Erstausgabe 1981]. Nachw. u. Anmerkungen von Christian Grawe. Reclam, Stuttgart 2016, ISBN 978-3-15-020404-7.

Mehrere Neuauflagen
- Emma. Übers. von Ilse Leisi, mit einem Nachwort von Max Wildi. Manesse, Zürich 1981, ISBN 3-7175-1606-X.
- Emma. Übers. von Helene Henze. Mit einem Nachw. von Rudolf Sühnel. Fischer Taschenbuch Verlag, Frankfurt am Main 1988, ISBN 3-596-22191-9.
- Emma. Übers. von Angelika Beck. Insel-Verlag, Leipzig 1997, ISBN 3-458-33669-9.
- Emma. Neuübersetzung von Helga Schulz. dtv, München 2012, ISBN 978-3-423-14162-8.
- Emma. Neu übersetzt von Manfred Allié und Gabriele Kempf-Allié. S. Fischer, Frankfurt am Main 2019, ISBN 978-3-10-397320-4.

Hörbuch
- Emma. Read by Moria Fogarty. 2. August 2010. Libri Vox, Free download, youtube
- Emma: Audio-CD, Audiobook. Gelesen von Marie Bäumer. Patmos, ISBN 3-491-91201-6 [6 CDs] 439 Min
- Emma: Audio-CD, Audiobook. Übers. von Ursula und Christian Grawe. Ungekürzte Ausgabe. Gelesen von Eva Mattes. Argon-Verlag, Berlin 2011. [14 CDs] ISBN 3-8398-1106-6.

## Adaptionen
- Jane Austen: Emma. Graphic Novel von Nancy Butler (Text), Janet Lee (Zeichnung), Marvel Comics, New York 2011, ISBN 978-0-7851-5686-4.

## Verfilmungen
- 1972: Emma – sechsteilige Miniserie der BBC, mit Doran Godwin (Emma) und John Carson (Mr. Knightley)
- 1995: Clueless – Was sonst! – (eine Anlehnung an Austens Roman) Kinofilm mit Alicia Silverstone als Cher Horowitz (Emma)
- 1996: Emma – Kinofilm mit Gwyneth Paltrow (Emma) und Jeremy Northam (Mr. Knightley)
- 1996: Emma – Fernsehfilm mit Kate Beckinsale (Emma), Mark Strong (Mr. Knightley) und Olivia Williams (Jane Fairfax)
- 2009: Emma – vierteilige Miniserie der BBC mit Romola Garai (Emma), Jonny Lee Miller (Mr. Knightley), Laura Pyper (Jane Fairfax) und Michael Gambon (Mr. Woodhouse)
- 2020: Emma – Filmkomödie von Autumn de Wilde mit Anya Taylor-Joy (Emma), Johnny Flynn (Mr. Knightley), Bill Nighy (Mr. Woodhouse) und Mia Goth (Harriet Smith)